# 윤찬희 (1992년)
윤찬희(1992년 5월 17일 ~ )는 대한민국의 전직 스타크래프트 프로게이머이다. Mong이라는 아이디를 사용하며, 종족은 테란이다.
2010년 상반기 드래프트에서 CJ 엔투스의 2차 지명으로 입단하였다.
2011년 9월 1일 은퇴하였다.
- 2008년 9월 제43회 커리지매치 입상
- 2013년 4월 아이템베이 8차 소닉 스타리그 16강
- 2014년 2월 픽스 9차 소닉 스타리그 8강
- 2015년 2월 헝그리앱 스타즈 리그 위드 콩두 8강
- 2015년 2월 스베누 10차 소닉 스타리그 3위
- 2015년 7월 스베누 11차 소닉 스타리그 시즌2 8강
- 2015년 11월 VANT 36.5 대국민 스타리그 32강